# Play Games
Play Games ist das zweite Studioalbum der US-amerikanischen Crossover-Band Dog Eat Dog. Es erschien am 24. Juni 1996 über Roadrunner Records.

## Entstehung
Schon kurz nach der Veröffentlichung des Debütalbums All Boro Kings verließen der Gitarrist Dan Nastasi und der Schlagzeuger Dave Maltby die Band. Sie wurden durch den Belgier Marc DeBacker und Brandon Finley ersetzt. Zudem erhielt die Band mit Scott Mueller einen Saxofonisten als festes Bandmitglied. Nachdem die Band von den Tourneen nach Hause gekommen war, begannen die Musiker mit den Songwriting. Da die Zeit der Sommerfestivals näher rückte, verlangte Roadrunner Records nach einer Single für das Frühjahr 1996, so dass die Musiker unter Zeitdruck gerieten.
Die Musik für Play Games klingt fröhlicher als die auf dem ersten Album. Bassist Dave Neabore erinnerte sich, dass die Musiker beim Schreiben des zweiten Albums glücklicher und weniger wütend waren, als dies noch bei All Boro Kings der Fall war. Das Lied Rocky wurde von Dave Neabore geschrieben und getextet. Da es in dem Lied um ihn selbst geht, übernahm er kurzerhand auch den Gesang. Zu einem Problem für die Band wurde der Druck von außen. Laut Dave Neabore drängte die Plattenfirma darauf, möglichst viel Saxofon und Trompeten zu verwenden, was für Neabore rückblickend völlig überzogen war.
Die Aufnahmen fanden in drei Etappen statt. Dabei wurden die Tonstudios Studio 4 bzw. Big Zone Studios in Conshohocken sowie das Sony Recording Studios in New York City verwendet. Produziert wurde Play Games von den Butcher Brothers, bürgerlich Joe und Phil Nicolo. Als Gastsänger treten Ronnie James Dio beim Quasi-Titellied Games und Rapper RZA vom Wu-Tang Clan bei Step Right In auf. Weitere Gastmusiker waren John Vercesi, Kevin Batchelor, Keene Carse und Paul Vercesi, die allesamt Trompete spielten. Für die Lieder Isms, Rocky und Step Right In wurden Musikvideos gedreht.

## Titelliste
1. Bulletproof – 3:15
2. Isms – 3:12
3. Hi-Lo – 3:02
4. Rocky – 2:27
5. Step Right In – 3:51
6. Rise Above – 2:48
7. Games – 5:25
8. Getting Live – 3:12
9. Bugging – 3:13
10. Numb – 3:07
11. Sore Loser – 3:48

## Rezeption

### Rezensionen
Für Markus Kavka vom deutschen Magazin Metal Hammer kommen auf Play Games „Menschen aller Rassen und Altersschichten zusammen um Wände einzureißen“. Das Album enthält „große Grooves, töfte Tröten, ratternde Reime und der Hörer würde für elf Titel ein glückliches Dauergrinsen nicht mehr aus dem Gesicht bekommen“. Kavka vergab für das Album sechs von sieben Punkten. Laut Jan Jaedike vom deutschen Magazin Rock Hard ziehen sich Dog Eat Dog nach dem Abgang von Songwriter Dan Nastasi „achtbar aus der Affäre“. Play Games würde „vor Spielfreunde nur so überquillen“. Hits fehlen zwar nicht, aber „Überflieger, die einem schon nach dem ersten Hör nicht mehr aus dem Schädel gehen, sucht man diesmal vergeblich“. Jaedike vergab acht von zehn Punkten.

### Weiterverwendung
Die irische Guinness-Brauerei verwendete das Lied Rocky in einen Werbespot für das Bier Guinness.

## Kommerzieller Erfolg

### Chartplatzierungen
Play Games erreichte Platz 13 der deutschen, Platz 12 der österreichischen, Platz 22 der Schweizer und Platz 40 der britischen Albumcharts. Mit Ausnahme der Schweiz erreichten Dog Eat Dog damit ihre höchsten Chartplatzierungen. Die vorab ausgekoppelte Single Isms belegte Platz 71 der deutschen und Platz 43 der britischen Singlecharts.
| ChartsChartplatzierungen     | Höchstplatzierung | Wochen |
| ---------------------------- | ----------------- | ------ |
| Deutschland (GfK)            | 13 (17 Wo.)       | 17     |
| Österreich (Ö3)              | 12 (16 Wo.)       | 16     |
| Schweiz (IFPI)               | 22 (10 Wo.)       | 10     |
| Vereinigtes Königreich (OCC) | 40 (3 Wo.)        | 3      |

| ChartsJahrescharts (1996) | Platzierung |
| ------------------------- | ----------- |
| Deutschland (GfK)         | 94          |

### Auszeichnungen für Musikverkäufe
| Land/Region    | Auszeichnungen für Musikverkäufe (Land/Region, Auszeichnung, Verkäufe) | Verkäufe |
| -------------- | ---------------------------------------------------------------------- | -------- |
| Belgien (BRMA) | Gold                                                                   | 25.000   |
| Insgesamt      | 1× Gold ·                                                              | 25.000   |